# Lago Baker
Baker Lake (em Língua inuktitut: Qamani’tuaq; "onde o rio se alarga") é um lago na Região de Kivalliq, Nunavut, Canada. O lago é alimentado pela vazão dos rios Thelon, pelo oeste, e Kazan, pelo sul. Deságua no "Chesterfield Inlet". Sua área é de 1887 km², tendo diversas baías com nomes próprios e algumas ilhas.

## História
A  localidade inuit de Hamlet, em Baker Lake, se localizava no extremo oeste do lago e junto à foz do Rio Thelon. Embora os inuítes tenham estado na área por um certo tempo, a primeira presença externa no local foi um posto da Real Polícia Montada do Canadá instalado no extremo leste do lago em 1915. No ano seguinte ali se instalou, no delta do Rio Kazan, um posto da Companhia da Baía de Hudson, que ficou até 1930, quando se transferiu para sua atual localização.

## Fauna
A área do lago abriga manadas de renas (caribus) dos tipos Beverly e Qamanirjuaq, bem como demais espécimes de fauna selvagem do Canadá Ártico.